# Balaur bondoc
A Balaur bondoc (nevének jelentése 'zömök sárkány', a román folklórból ismert sárkányra, a balaurra utalva) a theropoda dinoszauruszok egyik egyedülálló módon specializálódott neme, amely a késő kréta korban élt Románia területén. A típuspéldányhoz tartozó egyetlen részleges csontváz alapján ismert. A 2010 augusztusában leírt állatot a Velociraptor izmosabb változataként jellemezték.
70 millió évvel ezelőtt a világ tengereinek szintje a mainál magasabb volt, ezért Európa nagy része a tenger alatt helyezkedett el. A fosszilis maradványok lelőhelye az európai szigetív egyik partmenti részéhez, a Hátszeg-szigethez tartozott. A Balaur a Paraves családba tartozó rokonaitól, például a Velociraptortól, a Troodontól és az Archaeopteryxtől nem csak abban tér el, hogy végtagjai aránylag rövidebbek és nehezebbek voltak, hanem abban is, hogy a hátsó lábán egy helyett két visszahúzható, sarló alakú karmot viselt. E jellegzetességek és még közel húsz további fejlett tulajdonság alapján a fosszíliát külön nembe és fajba sorolták be. A Hátszeg-szigetről származó más dinoszauruszokhoz, például a törpe sauropodához, a Magyarosaurushoz hasonlóan az állat abnormális jellemzőit a szigeti életmód evolúcióra gyakorolt hatásaival magyarázzák.

## Anatómia
A Balaur egy theropoda, amely a késő kréta kor maastrichti korszakában, körülbelül 70 millió évvel ezelőtt élt. A csontjai más paravesekénál rövidebbek és súlyosabbak voltak. Bár a legtöbb paraves hátsó lábfejéhez egyetlen nagy, sarló alakú karom tartozott a második, föld felett tartott ujjhoz kapcsolódva, a Balaur az első és a második lábujján is viselt egy-egy hasonló karmot. A szokatlan lábfej mellett a Balaur további egyedi tulajdonságának számít az a tény, hogy a legteljesebb madarak közé nem tartozó theropoda, amely a késő kréta kori Európából ismertté vált. Számos egyéb autapomorfiával is rendelkezett, mint például a kézfej megkisebbedett és feltehetően működésképtelen harmadik ujja.

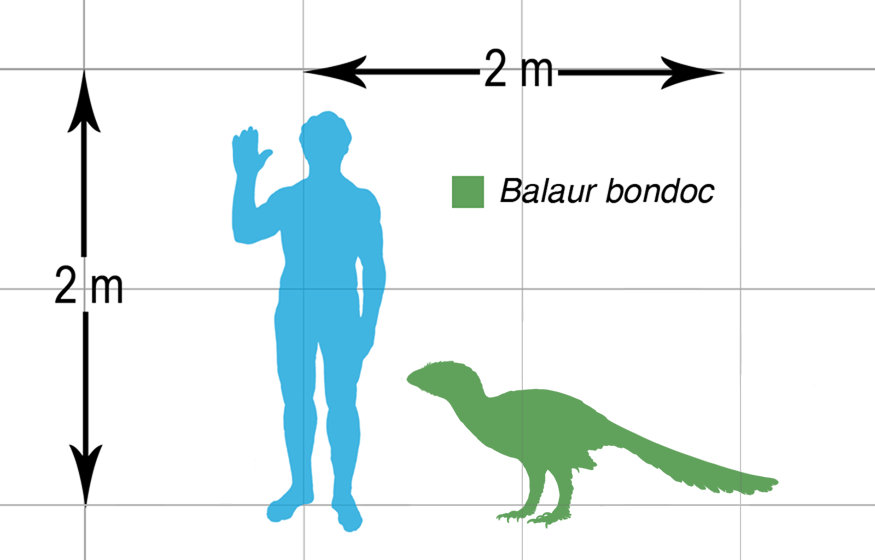
A Balaur bondoc és az ember méretének összehasonlítása

A különböző csigolyákból, a vállövből, a medenceövből és a végtagokból álló részleges csontvázat a Sebes-formáció vörös, ártéri agyagkövében találták meg. Ez az első megfelelően teljes és jó állapotban megőrződött theropoda, ami a késő kréta kori Európából származik.
A maastrichti korszak során Európa nagy része szigetekre tagolódott, az itt élt állatok bizarr tulajdonságait pedig azzal magyarázzák, hogy a populációk közül sokra kihatott az aránylag elszigetelt állapot. A szigeteken elzárt fajok ki lehetnek téve a genetikai sodródás és az alapítói hatás következményének, melyek megnövelhetik egy nagyobb populáció felhígítására is képes mutációk hatását. A szigeti életmód további hatásai, például a Foster-szabály, ami leírja, hogyan válik egy kis szárazföldi faj nagyobbá, és hogyan válik egy nagy szárazföldi faj kisebbé, szintén közrejátszhatnak az állatok fejlődésében. Minderre a kréta időszaki Románia esetében a törpe sauropodák is példával szolgálnak. A filogenetikus elemzés szerint a csontváz elemei alapján 1,8–2,1 méter hosszú Balaur a hasonló méretű ázsiai Velociraptor fajaihoz áll legközelebb. Ebben az esetben kimutatható a Foster-hatás. Még a legközelebbi rokonaival való összehasonlításnál is 20 egyedi tulajdonság figyelhető meg, beleértve az újra kifejlődött, nagy karomban végződő, túlfeszíthető első lábujjat, a rövid és zömök lábfejet és lábakat, valamint a nagy izomkapcsolódási területeket a csípőn, melyek azt jelzi, hogy az állat inkább az erőkifejtéshez alkalmazkodott, mint a sebességhez. Csiki Zoltán és szerzőtársai szerint ez az „újszerű testfelépítés” úgy írható le, mint „a rendellenes morfológia drámai példája, ami egy szigetlakó taxon esetében fejlődött ki”.

## Felfedezés
A Balaur bondochoz (IPA: [baˈla.ur bonˈdok]) tartozó első apró csontokat, az FGGUB R. 1580-1585 katalógusszámú példány mellső lábának hat elemét Dan Grigorescu 1997-ben fedezte fel Romániában, de a kar morfológiája annyira szokatlan, hogy a tudósok nem tudták megfelelően összeilleszteni a darabokat, így azokat összetévesztették egy oviraptorosaurus maradványaival. Az első részleges csontvázat 2009 szeptemberében fedezték fel Szászsebestől körülbelül 2,5 kilométernyire északra, a Sebes folyó mentén, a kora maastrichti korszakbeli Sebes-formációban, és a fosszíliához az SbG/A-Sk1 előzetes mezőszámot kapcsolták. A későbbiekben a példány megkapta a holotípus EME VP.313-as leltári számát. A példányt az Erdélyi Múzeum-Egyesület geológusa és őslénykutatója, Vremir Mátyás (1970–2020) fedezte fel, majd elemzés céljából elküldte Csiki Zoltánnak a Bukaresti Egyetemre. A leletek leírása 2010. augusztus 31-én jelent meg a Proceedings of the National Academy of Sciences című folyóiratban. Az összehasonlítás alapján az 1997-es példány körülbelül 45%-kal hosszabb lehetett a holotípusnál; bár mindkettő egy újabb keletű rétegből került elő.
A Balaur generikus név a román folklórból ismert sárkány nevére, a fajnév, a bondoc ('zömök', 'pufók') pedig az állat robusztus felépítésére utal. Mivel a balaur egy szárnyas sárkány, a név a Balaur és a Panaves csoportba tartozó madarak közeli kapcsolatára is utal. A bondoc szónak mellékjelentése is van: a tény, hogy a török eredetű bunduk ('kislabda') szóból ered, egyben célzás arra is, hogy a Balaur ősei valószínűleg Ázsiából származnak.

## Viselkedés
A Balaur viselkedésével kapcsolatban kevés ismeret áll rendelkezésre, de Csiki szerint feltehetően a behatárolt szigeti ökoszisztéma csúcsragadozói közé tartozott, ugyanis nagyobb állathoz tartozó fogat nem találtak Romániában. Emellett Csiki úgy véli, hogy a Balaur a sarló alakú karmot valószínűleg a zsákmány felhasítására használta, míg kezei elcsökevényesedett állapota azt jelzi, hogy ezek a végtagok valószínűleg nem segítették a vadászat során. Az egyik felfedező megjegyezte, hogy a Velociraptorhoz viszonyítva „valószínűleg inkább kickboxos volt, mint sprinter”, és hogy valószínűleg az önmagánál nagyobb állatokat is képes volt elejteni. Azonban a vadászó viselkedéshez hasonlóan a Balaur jellemző zsákmánya sem vált ismertté.

## Fordítás
- Ez a szócikk részben vagy egészben a Balaur (dinosaur) című angol Wikipédia-szócikk ezen változatának fordításán alapul.  Az eredeti cikk szerkesztőit annak laptörténete sorolja fel. Ez a jelzés csupán a megfogalmazás eredetét és a szerzői jogokat jelzi, nem szolgál a cikkben szereplő információk forrásmegjelöléseként.